# 中野秀秋
中野 秀秋（なかの ひであき、1952年<昭和27年>11月29日 - ）は、日本の地方公務員。愛知県防災局長、同企業庁長を歴任。瑞宝小綬章受章。

## 人物・経歴
愛知県庁入庁、2010年 (平成22年) 6月 小出茂樹の後任として防災局長。2011年3月 名古屋大学減災連携研究センターで開催された大震災追悼シンポジウム「大震災－これから何をすべきか？」において愛知県の支援を説明し、自助・共助の力、広域連携、防災人材育成の重要性を説いた。2012年2月 愛知県被災者支援センターの主催により開催された東日本大震災被災地域支援活動報告会で愛知県被災地域支援対策本部の取組と今後の防災対策について講演。同年4月 防災局長を小林壮行と交代し、山川利治の後任として企業庁長。2013年4月 丹羽健一郎を後任として辞職。同年6月 公益財団法人愛知県文化振興事業団理事長。2016年6月 名古屋競馬株式会社常勤監査役。

## 栄典
- 2023年 令和5年春の叙勲で地方自治功労により瑞宝小綬章を受章[7]